# قصر الصخير

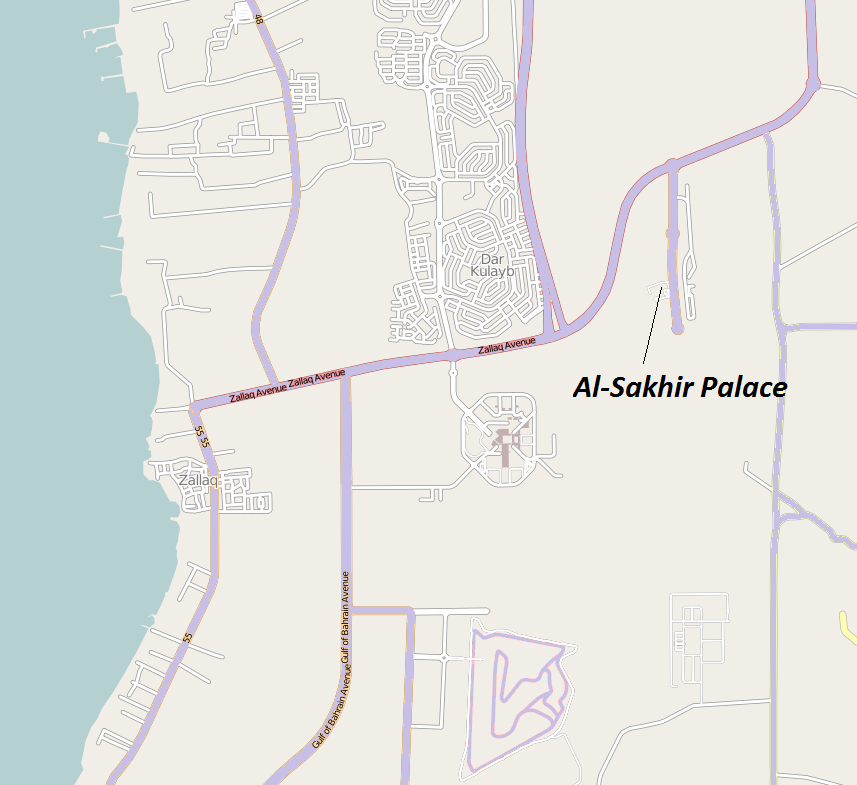
موقع قصير الصخير

قصر الصخير هو قصر في منطقة الصخير الصحراوية في غرب البحرين. القصر يقع قبالة شارع الزلاق السريع إلى الشمال الشرقي من حلبة البحرين الدولية وقرية الزلاق وجامعة البحرين. كما يقع إلى الجنوب الغربي من قرى صدد وشهركان ودار كليب وهي أقرب قرية إلى القصر.

## التاريخ
بني في عام 1901 وهو أحد أكثر المباني البارزة في البلاد. وكان سابقا مقر إقامة حاكم البحرين الشيخ حمد بن عيسى آل خليفة الذي انتقل إلى القصر حوالي عام 1925. كان مولعا جدا بالقصر وعاش هناك مع زوجته حوشة وكان يدعو نبلاء وشخصيات سياسية بارزين من المملكة المتحدة وبلدان أخرى لتناول العشاء في القصر. ومع ذلك تم التخلي عن القصر بعد وفاته في عام 1942 ظلّ المبنى مغلقا لعدة عقود بعد ذلك كدليل على الاحترام. بقي القصر لسنوات معزولا على الرغم من اكتشاف النفط في عام 1928 في البحرين. زار الرسام كريستين روليه البحرين ورسم القصر في عام 1977. لا يزال شاغرا حتى عام 1983 عندما خضع القصر لاستعادة مجده السابق في منتصف التسعينات. القصر قريب من مزرعة الإبل على شارع 105 السريع. على بعد كيلومترين من القصر نحو الزلاق اكتشف أول بئر نفط. تم بناء جامعة البحرين بالقرب من القصر حوالي عام 1985. أعيد افتتاحه في 16 سبتمبر 2003.
اليوم يتم استخدام القصر لبعض المناسبات لاستقبال معظم الأشخاص المهمين في البحرين. زار جورج دبليو بوش القصر في 12 يناير 2008 وحصل على سيف هدية في حفل الترحيب به في باحة القصر مقدمة من قبل ملك البحرين حمد بن عيسى آل خليفة. أثارت زيارة بوش مظاهرة خارج السفارة الأميركية في المنامة وجذب نحو 300 شخص مع لافتات مثل بوش غير مرحب. في 12 مارس 2011 التقى وزير الدفاع الأمريكي روبرت غيتس وولي العهد الأمير سلمان بن حمد آل خليفة مع ملك البحرين حمد بن عيسى آل خليفة في القصر. في أبريل 2011 كرمت البحرين خادم الحرمين الشريفين الملك عبد الله بإعطائه السيف الأجرب التاريخي الإمام تركي بن عبد الله ووسام الشيخ عيسى بن سلمان آل خليفة في احتفال أقيم في قصر الصخير. الشيخة حصة بنت سلمان آل خليفة أم ملك البحرين توفيت في القصر في 4 أغسطس 2009.

## الهندسة المعمارية
عمل على تصميم وبناء قصر الصخير مجموعة متخصصة من بناة مجموعة رويان برئاسة زار حيدر البنا الذي كان أيضا مسؤولا عن المنزل الشيخ خلف آل عصفور. تم بناء القصر حسب الطراز الإسلامي التقليدي الشائع في الشرق الأوسط وباللون الأبيض ويتكون أساسا من الأقواس والأعمدة الكبرى وقبة ومئذنة مهيبة وأبراج أعلاه. يبلغ طول المجلس 12 متر. كان الملك حمد زار إنجلترا لأول مرة جنبا إلى جنب مع زوجته وابنه وشقيقه لشراء الأدوات الصحية والأثاث خصيصا لقصر الصخير.